# Talosa
La talosa es un monosacárido de seis carbonos con un grupo aldehído por lo que pertenece al grupo de las aldosas y dentro de este al de las aldohexosas. 
Es un monosacárido artificial, soluble en agua y ligeramente soluble en metanol. Algunos etimólogos sugieren que el nombre talosa podría provenir del nombre de un autómata de la mitología griega llamado Talos, pero esto no ha sido demostrado.

La talosa es un epímero en el carbono 2 de la galactosa.
| α-D-Talosa – Representación | α-D-Talosa – Representación | α-D-Talosa – Representación |
| Proyección de Natta         | Proyección de Haworth       | Proyección de Haworth       |
| --------------------------- | --------------------------- | --------------------------- |
|                             | α-D-Talofuranosa 20 %       | β-D-Talofuranosa 11 %       |
| α-D-Talopiranosa 40 %       | β-D-Talopiranosa 29 %       |                             |